# Conchez-de-Béarn
Conchez-de-Béarn település Franciaországban, Pyrénées-Atlantiques megyében. Lakosainak száma 112 fő (2022. január 1.). Conchez-de-Béarn Cadillon, Diusse, Mont-Disse, Saint-Jean-Poudge és Tadousse-Ussau községekkel határos.

## Népesség
A település népességének változása:
| Lakosok száma | 127  | 125  | 120  | 116  | 111  | 111  | 110  | 112  |
|               | 2013 | 2015 | 2017 | 2018 | 2019 | 2020 | 2021 | 2022 |